# Pseudagrion aureofrons
Pseudagrion aureofrons är en trollsländeart som beskrevs av Tillyard 1906. Pseudagrion aureofrons ingår i släktet Pseudagrion och familjen dammflicksländor. Inga underarter finns listade i Catalogue of Life.